# 長運寺 (台東区)

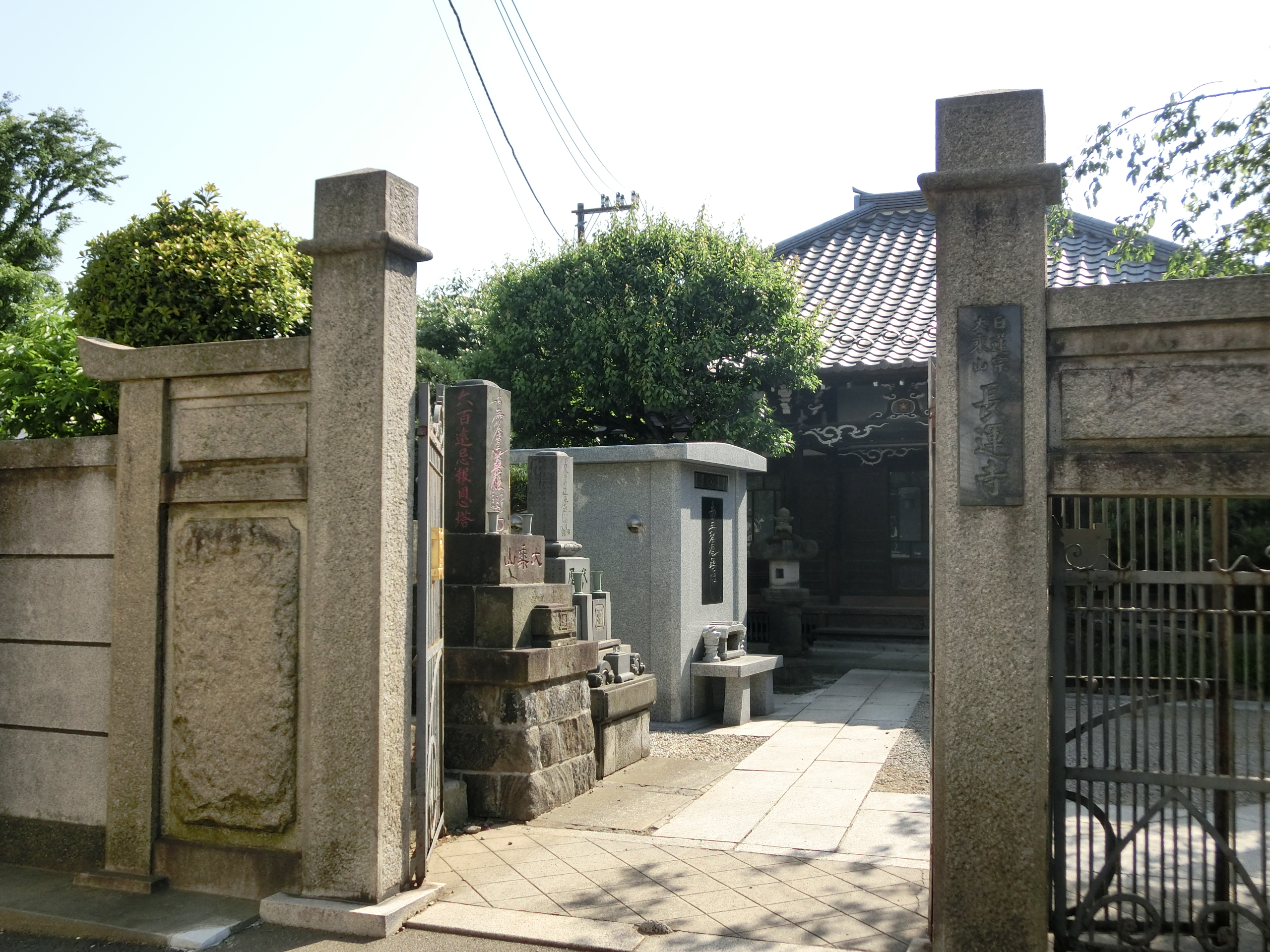
長運寺

長運寺（ちょううんじ）は、東京都台東区谷中にある日蓮宗の寺院。山号は大乗山。旧本山は身延山久遠寺、潮師法縁。谷中感応寺旧蔵の鬼子母神を祀る。境内には斎藤達雄（俳優）の墓所がある。

## 歴史
寛永5年（1628年）、谷中感応寺（現天台宗の谷中天王寺）境内に創建された。万治2年（1659年）、日蓮宗不受不施派の禁令により感応寺が天台宗に改宗したため、現在地へ移転、甲斐の身延山久遠寺の末寺となった。

## 交通アクセス
- 千代田線根津駅より徒歩約5分（経路案内）。
- 日暮里駅より徒歩約14分（経路案内）。

## 参考資料
- 日蓮宗寺院大鑑編集委員会『宗祖第七百遠忌記念出版 日蓮宗寺院大鑑』大本山池上本門寺 (1981年)
- 御府内寺社備考